# Grebenau
Grebenau is een gemeente in de Duitse deelstaat Hessen, en maakt deel uit van de Vogelsbergkreis.
Grebenau telt 2.376 inwoners.

## Indeling stad
De stad bestaat uit de volgende delen:
- Bieben (met Merlos), vanaf 01 augustus 1972[2]
- Eulersdorf
- Grebenau
- Reimenrod
- Schwarz
- Udenhausen
- Wallersdorf

Alsfeld ·
Antrifttal ·
Feldatal ·
Freiensteinau ·
Gemünden (Felda) ·
Grebenau ·
Grebenhain ·
Herbstein ·
Homberg (Ohm) ·
Kirtorf ·
Lauterbach (Hessen) ·
Lautertal (Vogelsberg) ·
Mücke ·
Romrod ·
Schlitz ·
Schotten ·
Schwalmtal ·
Ulrichstein ·
Wartenberg